# Priponești
Priponești est une commune du județ de Galați en Roumanie.